# Athalia scutellariae
Athalia scutellariae är en stekelart som beskrevs av Cameron 1880. Athalia scutellariae ingår i släktet Athalia, och familjen bladsteklar. Enligt den finländska rödlistan är arten sårbar i Finland. Det är osäkert om arten förekommer i Sverige. Artens livsmiljö är strandängar vid sötvatten.